# アン・ラトリッジ

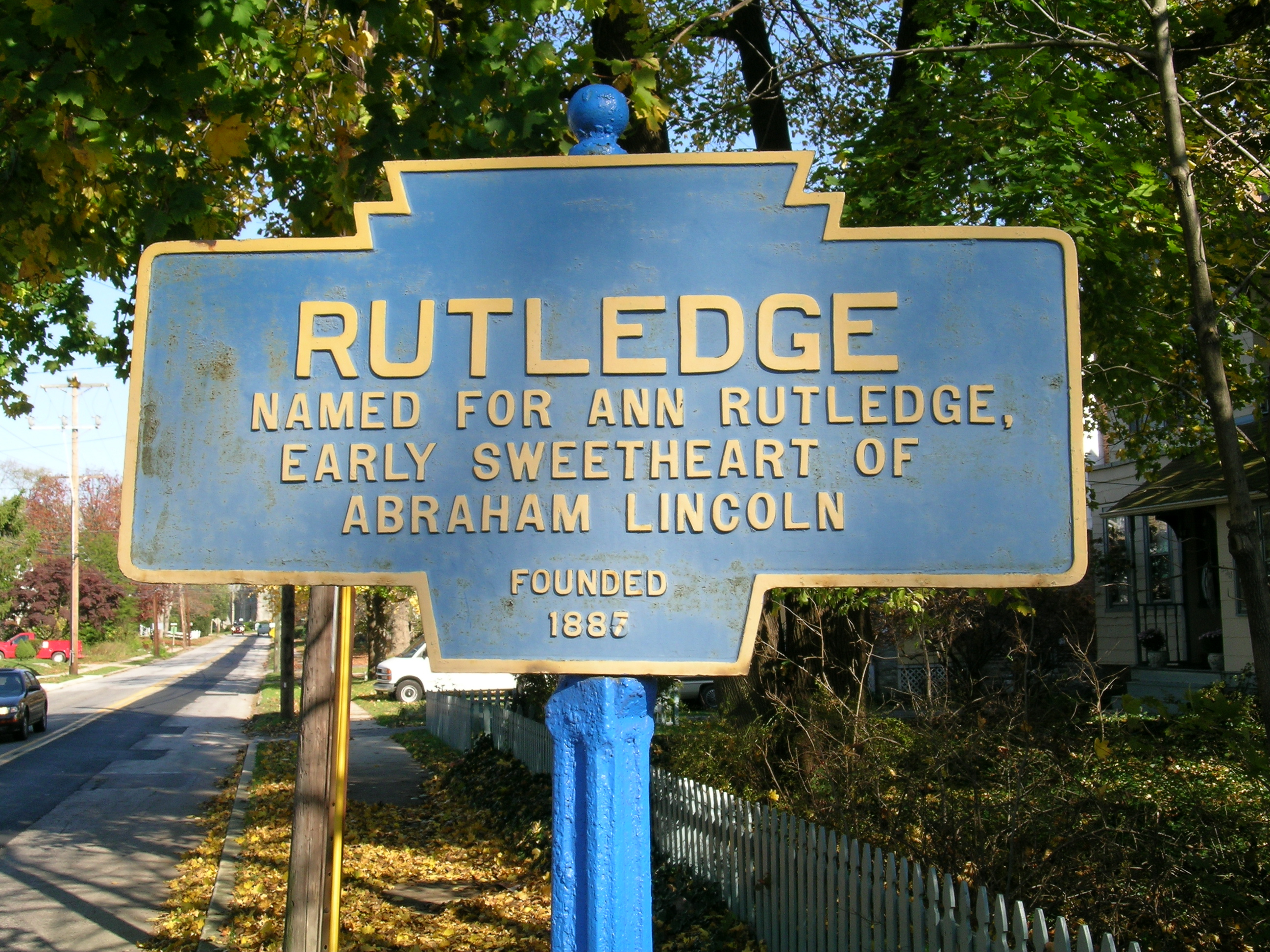
アン・ラトリッジにちなんで命名されたとする通説のある、ペンシルベニア州ラトリッジのキーストーンマーカー。ただし、この通説は疑わしい。

アン・ラトリッジ（Ann Rutledge、1813年1月7日 – 1835年8月25日）は、エイブラハム・リンカーンの初恋の相手とされる女性。

## 生い立ち
ケンタッキー州ヘンダーソンの近郊で生まれたアン・メイエス・ラトリッジ (Ann Mayes Rutledge) は、母メアリ・アン・ミラー・ラトリッジ (Mary Ann Miller Rutledge) と父ジェイムズ・ラトリッジ (James Rutledge)の間に10人生まれたきょうだいの上から3人目であった。1829年、父は、ジョン・M・カメロン (John M. Cameron) とともにイリノイ州のニュー・セイラムの町を創建した。

## リンカーンと恋愛関係があったとする説
彼女の人生に関する多数の物事は歴史の中に埋もれて失われているが、一部の歴史家たちは、彼女がエイブラハム・リンカーンの初恋の女性だったと考えている。リンカーンとラトリッジの関係が実際にどのようなものであったのかについては、1865年以来、歴史家たちや、そうではない門外漢たちも交えて議論が続いている。
もともとラトリッジは、詳細がよく分からないジョン・マクナマー (John MacNamar) という人物と婚約しており、彼がニューヨークへ赴き、帰郷した時に結婚しようという話になっていた。ラトリッジがリンカーンと出会ったのは、マクナマーの出郷後であり、マクナマーが不在の間に二人は恋に落ち、ラトリッジは、マクナマーが自分を自由にしてくれたらリンカーンと結婚すると約束したという。ラトリッジとマクナマーの間では手紙がやりとりされていたが、その内容は徐々に形式的なものとなっていき、「代わりに情熱は失われていき (less ardent in turn)」、遂にはやりとりは全く止んでしまった。ラトリッジの生前に、マクナマーが帰郷することはなかった。

## 死と埋葬
1835年、チフスがニュー・セイラムで蔓延した。アン・ラトリッジは1835年8月25日に22歳で亡くなった。この悲しい出来事は、リンカーンに深い憂鬱をもたらした。歴史学者のジョン・Y・サイモンは、この主題についての史学史的検討を踏まえて「入手できた証拠が、圧倒的に示唆しているのは、リンカーンがアンを深く愛していたため、彼女の死が彼を深刻な抑鬱状態に陥らせたということである」と結論づけている。彼女の死の3年後に匿名で、地元だけに発表された自殺についての「The Suicide's Soliloquy」という詩があり、これは広くリンカーンの作品だと考えられている。
何年の後になって、リンカーンが最初にアメリカ合衆国大統領に選出されたときに、リンカーンの古くからの友人であったアイザック・コグダル (Isaac Cogdal) という人物が、リンカーンがアンを愛していたという話があるが、それは本当なのかと問いかけた。リンカーンは、次のように答えたという。
それは本当だ、本当に私は愛していた。彼女を心から深く愛していた。彼女は聡明な少女だったから、きっと良き、愛すべき妻になっただろうに...。私は正直に、真摯に彼女を愛したし、今もしばしば、しばしば彼女のことを思い出す。
アン・メイエス・ラトリッジは、オールド・コンコード埋葬地 (the Old Concord Burial Ground) に葬られたが、1890年に埋葬地の敷地が売却されそうな動きが出た際に同じイリノイ州ピーターズバーグのオークランド墓地 (the Oakland Cemetery) に改葬された。この改葬の際に、簡素な墓石が花崗岩の記念碑に置き換えられ、次のようなエドガー・リー・マスターズの詩が刻まれた。
Out of me unworthy and unknown

The vibrations of deathless music:

"With malice toward none, with charity toward all."

Out of me the forgiveness of millions toward millions,

And the beneficent face of a nation

Shining with justice and truth.

I am Ann Rutledge who sleeps beneath these weeds,

Beloved in life of Abraham Lincoln,

Wedded to him, not through union,

But through separation.

Bloom forever, O Republic,

From the dust of my bosom!
この詩を書いたマスターズは、伝記を綴るべき立場の者として、アン・ラトリッジにまつわる話で「確かな事はほとんど見つからない」と述べ、リンカーンは生涯を通していかなる女性にも「深く関わる (deeply attached)」ようなことはなかったとしている。

## リンカーン死後の風評

### ウィリアム・ハーンドンの主張
リンカーンが1865年に暗殺された後、友人で法律事務所の共同経営者だったウィリアム・ハーンドンは、ラトリッジとリンカーンの恋愛関係の可能性を最初に示唆し、メアリー・トッド・リンカーンの怒りと動揺を引き起こした。リンカーンの息子たちの中で一人だけ長生きしたロバート・トッド・リンカーンも、ハーンドンの主張に怒った。しかし、ハーンドンは、その後の講演や著作において、この話を繰り返し語った。 

### リンカーンとラトリッジの関係についての歴史学的批判
何人もの歴史家達は、リンカーンとラトリッジの関係があったとしても、それは極めて薄いものであったと主張している。歴史家のジェイムズ・G・ランドールは、著書『Lincoln the President』において、「Sifting the Ann Rutledge Evidence」（「アン・ラトリッジに関する証拠を篩に掛ける」の意）と題した章を設け、彼女とリンカーンの関係の性格についてそのようなものは存在しなかったのではないかという疑念を述べている。
『Journal of the Abraham Lincoln Association』の著者ルイス・ガネットは、「ジェイムズ・G・ランドールが、アン・ラトリッジの伝説に引導を渡してから60年近く経ち、伝説は第二の死を迎えようとしている」と述べた。しかし、リンカーンとラトリッジの関係について証言している人物はウィリアム・ハーンドンだけではなく、リンカーンの人生における彼女の位置付けを極小化しようとする動きは、これまでのところ完全には成功していない。

## 大衆文化の中で
D・W・グリフィス監督の1930年の映画『世界の英雄 (Abraham Lincoln)』では、ラトリッジが主要人物として描かれており、この映画ではウナ・マーケルが彼女を演じた。
女優ポーリーン・ムーアがアン・ラトリッジを演じたジョン・フォード監督の1939年の映画『若き日のリンカン (Young Mr. Lincoln)』では、ヘンリー・フォンダが演じるリンカーンが、アンの死を受け、彼女の墓前で、故郷を離れてスプリングフィールドで弁護士として活動するという運命的な決意をする場面が描かれている。
ジョン・クロムウェル監督の1940年の映画『エイブ・リンカーン (Abe Lincoln in Illinois)』では、女優メアリー・ハワードがアン・ラトリッジを演じた。この映画は同名の戯曲（『Abe Lincoln in Illinois』）の映画化であったが、ブロードウェイ・シアターでラトリッジを演じたのはアデーレ・ロングミア (Adele Longmire) であった。後年、この芝居が1993年から1994年にかけて再演された際には、マリッサ・チバス (Marissa Chibas) がラトリッジを演じた。
セス・グレアム＝スミスの小説『ヴァンパイアハンター・リンカーン (Abraham Lincoln, Vampire Hunter)』では、リンカーンとラトリッジの関係がリンカーンの成長において重要な役割を果たすことになる。作中のマクナマーは、吸血鬼である。ラトリッジがリンカーンと恋に落ちたことを知ったマクナマーは、ニュー・セイラムに戻り、彼女を感染させて殺す。彼女の感染症の病症は、腸チフスに似たものとされた。
もっと早い時期に伝統的な小説としてこの主題を扱ったものには、1919年に出版されたバーニー・バブコックの『The Soul of Ann Rutledge, Abraham Lincoln's Romance』がある。
ミニシリーズのテレビ・ドラマ『Signed, Sealed, Delivered』の2016年に放送されたテレビ映画5作目「From the Heart"」では、主人公のポスタブルたち (the Postables) が、アンからエイブに宛てられた、病床に見舞いに来てくれた彼への別れを告げたバレンタインの手紙を発見する。